# كوكي أوتاني
كوكي أوتاني (باليابانية: 大谷 幸輝) (8 أبريل 1989 في كوماموتو في اليابان – )؛ هو لاعب كرة قدم ياباني سابق كان يلعب كحارس مرمى.

## وصلات خارجية
- كوكي أوتاني على موقع رابطة كرة القدم اليابانية للمحترفين (اليابانية)
- كوكي أوتاني على موقع قاعدة بيانات كرة القدم.إي يو (الإنجليزية)
- كوكي أوتاني على موقع Soccerway.com (الإنجليزية)
- كوكي أوتاني على موقع عالم كرة القدم.نت (الإنجليزية)
- كوكي أوتاني على موقع كووورة